# Кроппер, Коди
Коди Джозеф Кроппер (англ. Cody Joseph Cropper; род. 16 февраля 1993[…], Атланта) — американский футболист, вратарь.

## Биография

### Ранние годы
Кроппер родился в Атланте и возрасте 12 лет переехал в Миннесоту.

### Клубная карьера
После игр за молодёжные команды США Кроппер переехал в Англию и играл в академии клуба «Ипсвич Таун». В августе 2012 года перешёл в «Саутгемптон».
30 июня 2015 года перешёл в клуб «Милтон-Кинс Донс» и 11 августа этого же года дебютировал в нём — в матче первого раунда Кубка Футбольной лиги против «Лейтон Ориент». 16 апреля 2016 Кроппер получил красную карточку и был удалён с поля за фол на нападающем «Престон Норт Энд» Юэне Дойле. По окончании сезона 2015/16 клуб не стал далее продлевать контракт с игроком.
В августе 2016 года Кроппер был подписан клубом MLS «Нью-Инглэнд Революшн». За бостонцев дебютировал 23 октября в матче против «Монреаль Импакт» в последнем туре регулярной части сезона 2016. В сезоне 2017, после ухода Бобби Шаттлуорта, Кроппер стал основным вратарём клуба. В сезоне 2018 потерял место в стартовом составе, уступив конкуренцию Мэтту Тёрнеру. 17 августа 2019 года Кроппер отправился в аренду в клуб Чемпионшипа ЮСЛ «Хартфорд Атлетик» на оставшуюся часть сезона. Дебютировал за «Хартфорд» 24 августа в матче против «Атланты Юнайтед 2». По окончании сезона 2019 контракт Кроппера с «Нью-Инглэнд Революшн» истёк.
24 января 2020 года Кроппер подписал контракт с клубом «Хьюстон Динамо». По окончании сезона 2020 «Хьюстон Динамо» не продлил контракт с Кроппером.
30 декабря 2020 года Кроппер подписал контракт с ФК «Цинциннати». За «оранжево-синих» дебютировал 24 апреля 2021 года в матче против «Нью-Йорк Сити», в котором пропустил пять мячей. 27 августа Кроппер был отдан в аренду клубу Чемпионшипа ЮСЛ «Мемфис 901» на оставшуюся часть сезона 2021. За «Мемфис 901» дебютировал 29 августа в матче против «Спортинга Канзас-Сити II». 15 сентября 2021 года «Цинциннати» отчислил Кроппера, после чего он продолжил выступать за «Мемфис 901» в аренде.
15 марта 2022 года Кроппер на правах свободного агента присоединился к «Ванкувер Уайткэпс», подписав контракт до конца сезона 2022 с опцией продления на сезон 2023. За «Уайткэпс» дебютировал 8 мая в матче против «Торонто», заменив Томас Хасала, получившего травму, на 70-й минуте. По окончании сезона 2022 «Ванкувер Уайткэпс» не продлил контракт с Кроппером и он стал свободным агентом.
14 марта 2023 года Кроппер подписал контракт с клубом Чемпионшипа ЮСЛ «Ориндж Каунти». Дебютировал за «Ориндж Каунти» 18 марта в матче против «Тампа-Бэй Раудис».

### Карьера в сборной
Кроппер был вызван на матчи молодёжного чемпионата КОНКАКАФ в 2011 (в Гватемале) и 2013 (в Мексике) годах. Он также вошёл в состав сборной на чемпионат мира среди молодёжных команд 2013 в Турции.
В июне 2015 года вызывался в национальную сборную США на товарищеский матч против Германии.

## Достижения
Командные
 «Ванкувер Уайткэпс»
- Победитель Первенства Канады: 2022